# Sad

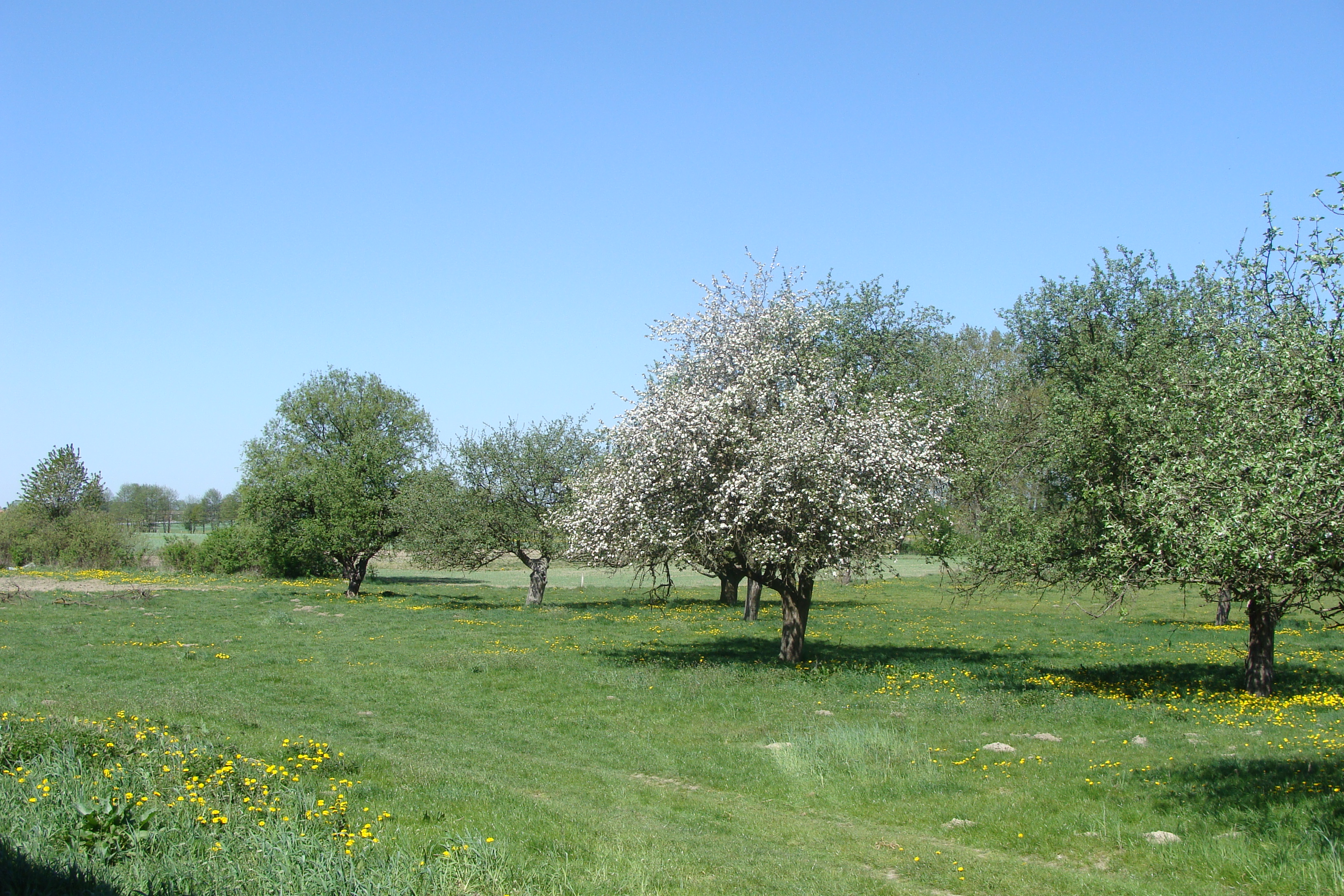
Sad owocowy starego typu

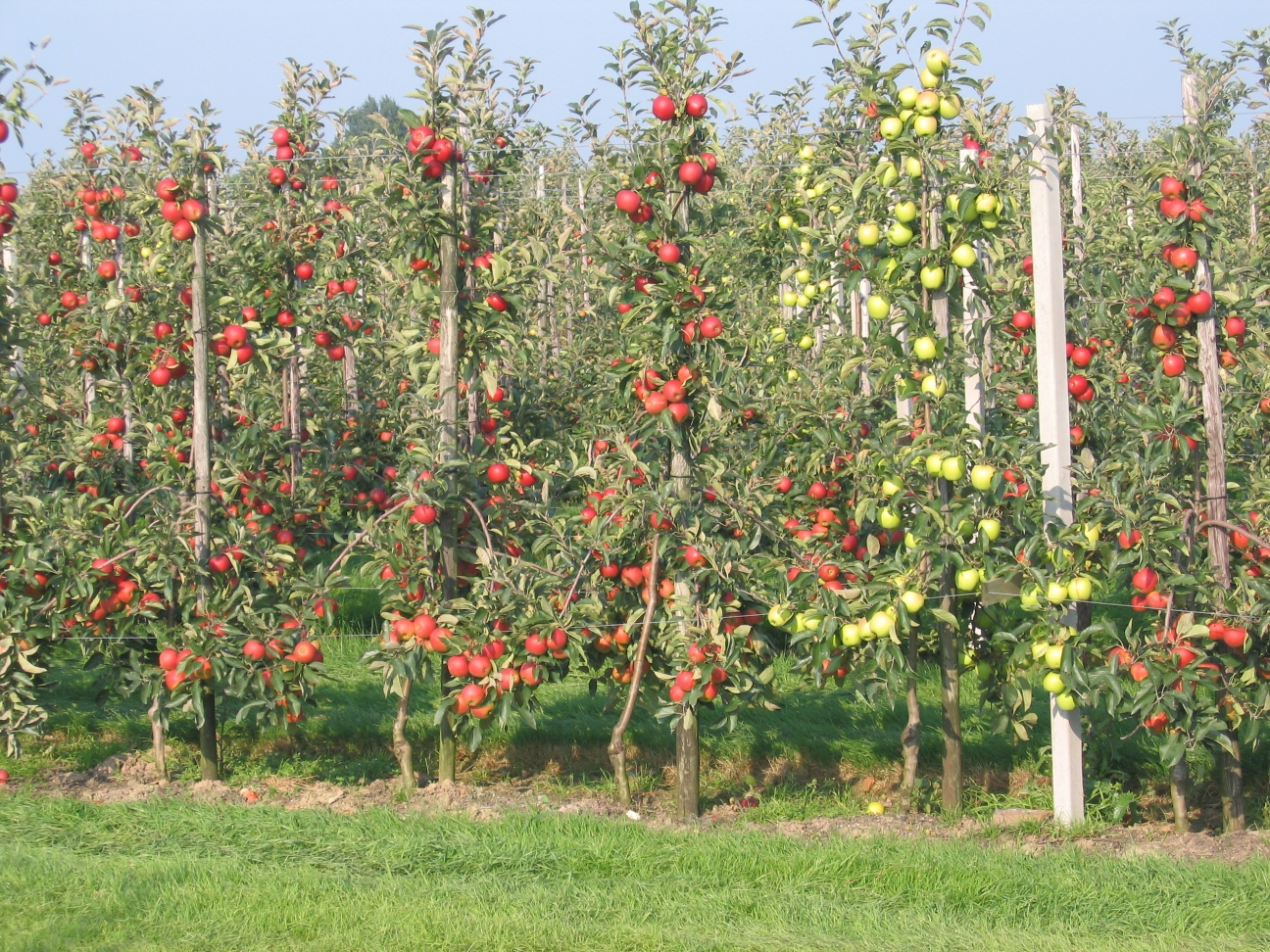
Nowoczesny sad jabłoniowy

Sad – obszar użytkowany rolniczo (plantacja), na którym uprawia się drzewa lub krzewy dostarczające jadalnych owoców. Gałęzią nauki zajmującą się czynnościami związanymi uprawą sadu jest sadownictwo. 

## Sady w Polsce
Według Powszechnego Spisu Rolnego z 2010 roku powierzchnia sadów utrzymywanych w dobrej kulturze rolnej, w gospodarstwach rolnych, w Polsce wyniosła 374,2 tys. ha a w porównaniu z 2002 r. była większa o 103,2 tys. ha, (38,1%), natomiast liczba gospodarstw użytkujących sady zmniejszyła się w porównaniu z 2002 r. o 10,2% (o 32,2 tys.) i wyniosła 284,6 tys. gospodarstw. Średnia powierzchnia sadu w Polsce wyniosła 1,31 ha, natomiast struktura upraw przedstawiała się następująco: drzewa owocowe 71,3%, krzewy owocowe 24,3%, szkółki drzew i krzewów owocowych 4,4%. 
Struktura gatunkowa drzew owocowych w Polsce w 2010 roku przedstawiała się następująco:
- jabłonie – 71,0%
- wiśnie – 12,8%
- śliwy – 6,3%
- czereśnie – 4,4%
- grusze – 2,9%
- orzechy włoskie – 1,6%
- brzoskwinie i morele – 1,0%